# Lixívia

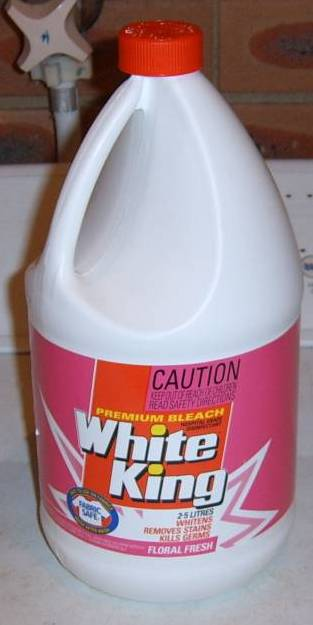
Embalagem comercial de lixívia

A lixívia (português europeu) ou água sanitária (português brasileiro) ou ainda cândida (português paulista) ou Qboa (português popular) é um produto usado para limpeza e desinfecção de superfícies. É uma solução a base de hipoclorito de sódio (NaClO) com concentrações que variam de 2% a 2,5%. É muito utilizada como agente clareador (alvejante) e possui excelente ação bactericida. Dissolve substâncias orgânicas mortas. Também é reativa com componentes à base de amoníaco.
Quando a solução de hipoclorito de sódio é diluída em água, forma o ácido hipocloroso, que tem ação desinfetante. Este composto clorado penetra na membrana celular dos microrganismos e oxida a matéria orgânica. Por isso, diversos tipos de água sanitária possuem propriedades bactericidas de amplo espectro, tornando-as úteis para desinfecção e esterilização, e são usadas por isso em limpeza de piscinas para controlar bactérias, vírus, e algas, e também em muitos lugares onde condições estéreis são requeridas. Também são usadas em muitos processos industriais, notavelmente no clareamento da polpa de madeira. Alvejantes também têm usos menores, como remover míldio, matar ervas daninhas, e aumentar a longevidade de flores cortadas.